# The World Between Us
The World Between Us es una serie de televisión filipina producida y emitida por GMA Network desde el 5 de julio de 2021 hasta el 7 de enero de 2022. Está protagonizada por Alden Richards, Jasmine Curtis-Smith y Tom Rodriguez.

## Elenco

### Personajes principales
- Alden Richards como Luisito "Louie" Asuncion[2]
- Jasmine Curtis-Smith como Emilia "Lia" Libradilla-Asuncion[3]

### Personajes secundarios
- Tom Rodriguez como Brian Libradilla / Delgado[4]
- Jaclyn Jose como Jacinta "Yachie" Delgado[5]
- Dina Bonnevie como Rachel Cruz-Libradilla[6]
- Sid Lucero como Eric Carlos[7]
- Kelley Day como Audrey Villacer[8]
- Yana Asistio como Jacqueline "Jackie" Carlos-Libradilla[9]
- Don Bocco como Agapito "Pitoy" Flores[9]
- Jericho Arceo como Edison Tomas[9]
- Celeste Guevarra como Aira
- Lyra Micolob como Gina